# Corvus
Corvus je rod ptáků z čeledi krkavcovití (Corvidae). V češtině by mu tedy teoreticky mělo odpovídat označení krkavec. To však platí jen částečně, protože čeština si rod Corvus dělí na více rodových označení:
- krkavec
- vrána
- havran
- kavka

## Inteligence
Vědci se shodují na tom, že krkavcovití patří mezi nejinteligentnější ptáky a zároveň mezi nejinteligentnější živočichy současného světa. Mohou být dokonce nejinteligentnějšími tvory po vyšších primátech.

## Systém
Seznam dosud žijících druhů:
- Havran polní - Corvus frugilegus
- Kavka obecná - Corvus monedula
- Kavka východní - Corvus dauuricus
- Krkavec americký - Corvus cryptoleucus
- Krkavec australský - Corvus coronoides
- Krkavec bělokrký - Corvus albicollis
- Krkavec hnědokrký - Corvus ruficollis
- Krkavec krátkoocasý - Corvus rhipidurus
- Krkavec menší - Corvus mellori
- Krkavec pralesní - Corvus tasmanicus
- Krkavec somálský - Corvus edithae
- Krkavec tlustozobý - Corvus crassirostris
- Krkavec velký - Corvus corax
- Vrána africká - Corvus capensis
- Vrána americká - Corvus brachyrhynchos
- Vrána australská - Corvus orru
- Vrána bahamská - Corvus nasicus
- Vrána bělavá - Corvus tristis
- Vrána bělozobá - Corvus woodfordi
- Vrána celebeská - Corvus typicus
- Vrána černá - Corvus corone
- Vrána černobílá - Corvus albus
- Vrána domácí - Corvus splendens
- Vrána floreská - Corvus florensis
- Vrána guamská - Corvus kubaryi
- Vrána havajská - Corvus hawaiiensis[2]
- Vrána hispaniolská - Corvus leucognaphalus
- Vrána hnědohlavá - Corvus fuscicapillus
- Vrána hrubozobá - Corvus macrorhynchos
- Vrána jamajská - Corvus jamaicensis
- Vrána jednobarvá - Corvus unicolor
- Vrána kubánská - Corvus minutus
- Vrána menší - Corvus benetti
- Vrána mexická - Corvus imparatus
- Vrána molucká - Corvus validus
- Vrána novokaledonská - Corvus moneduloides
- Vrána obojková - Corvus torquatus
- Vrána palmová - Corvus palmarum
- Vrána rybí - Corvus ossifragus
- Vrána severozápadní - Corvus caurinus
- Vrána sinalojská - Corvus sinaloae
- Vrána šalamounská - Corvus meeki
- Vrána šedá - Corvus cornix
- Vrána tenkozobá - Corvus enca